# Íslendingabók
Az Íslendingabók (Az izlandiak könyve, latinul Liber Islandorum) a legrégebbi izlandi történelmi mű, az izlandi honfoglalás korától körülbelül 1118-ig terjedő időszakot dolgozza fel.
1125-ben írta Ari Þorgilsson. A mű eredeti formájában nem maradt fenn, de a szerző újabb megfogalmazásában igen. Ebben a saját megjegyzése szerint elhagyta a norvég királyok genealógiáját és életrajzait.

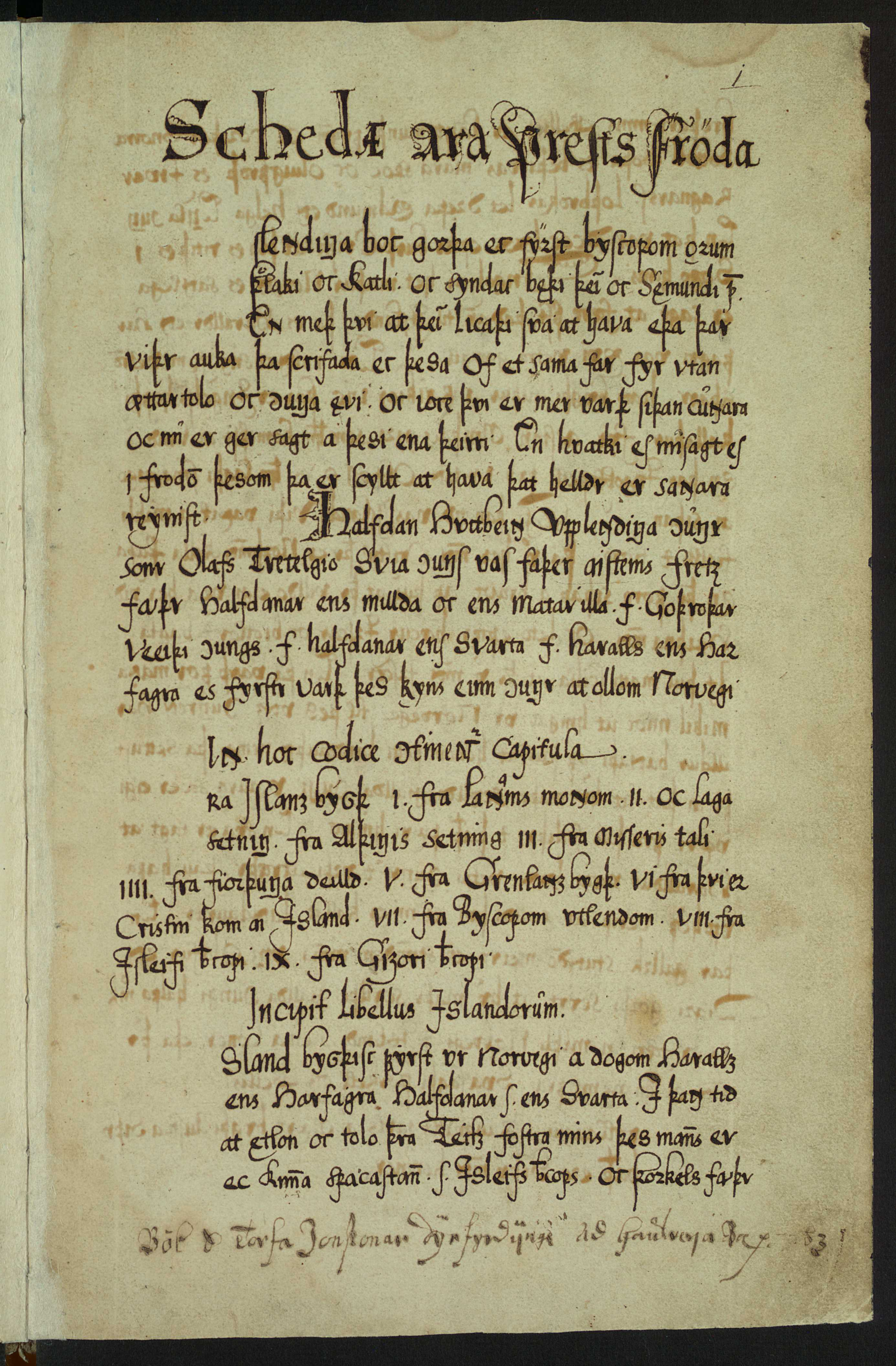
Íslendingabók - AM 113 a fol. - 005

## Nyelv és stílus
A kor szokásaitól eltérően a könyv nem latinul, hanem izlandi nyelven íródott, bár szerzője – a szövegből is kitűnően – jól tudott latinul. Ari Þorgilsson, azaz Ari fróði, a „tanult Ari” ezzel tradíciót teremtett Izlandon. Stílusa tömör, szikár.

## A szerző munkamódszere
Ari tudományos módszerekkel dolgozott, megnevezte forrásait és alátámasztotta évszámait. Legfontosabb forrása nevelőapja volt, a Haukadalurban élő Hallr, aki 1089-ben halt meg 94 éves korában. Hallr korábban Szent Olaf norvég király kíséretének tagja volt. Számos további adatközlője is volt, de írott forrásokat is használt, mint Beda Venerabilis és Brémai Ádám munkái valamint külföldi évkönyvek. Ari előadásának súlypontját az Alþingi és az egyház történései adják.

## Tartalom
A mű szerkezetileg tíz részre oszlik, ezekből öt a honfoglalással, az első törvényekkel, az Alþingi 930-as létrehozásával foglalkozik.
A prológus után az első fejezet a norvégiai vikingek kivándorlását írja le I. Harald norvég király idején. Az első telepes, Ingólfur Arnarson, Reykjavíkba érkezik. A korábbi lakosok, az ír szerzetesek elhagyják a szigete, mert nem akarnak a pogány vikingekkel együtt élni.
A második fejezetben a szerző leírja, hogy a betelepülés vége felé egy Úlfljótr nevű ember törvényeket hoz Norvégiából. Grímr pedig bejárja a szigetet, hogy alkalmas helyet találjon a törvényhozó gyűlés számára.
A harmadik fejezet leírja az Alþingi megalapítását Þingvellirben, ahol a terület köztulajdonba kerül. 60 év után befejeződik Izland betelepülése. Ulfljótr lesz az első törvénymondó.
A negyedik fejezet naptárreformról számol be. Az ország bölcsei felfigyeltek arra, hogy a naptár egyre kevésbé felel meg a valóságos évszakoknak. Az 52 teljes hét ugyanis csak 364 napot tesz ki, de vonakodnak attól, hogy nem teljes heteket alkalmazzanak. Þorsteinn surtr javaslatára úgy döntenek, minden hetedik évben hozzáadnak egy hetet az évhez.
Az ötödik fejezet Izland területi felosztásának egyik első formáját írja le. Az ad hoc területi gyűlések gyakorlata nehézkessé vált, ezért úgy döntenek, hogy Þórðr gellir javaslatára az égtájak szerint négy részre osztják az országot. Mindegyik részben létrehoznak három körzetet, itt hozzák majd a helyi gyűléseken az első fokú ítéleteket, amik ellen az „országnegyed” gyűléséhez lehet fellebbezni. A javaslatot az Alþingi azzal a módosítással fogadja el, hogy az északi országrészben négy körzetet hoznak létre, mert az ottaniak nem tudtak megegyezni háromban.
A hatodik fejezet Grönland felfedezéséről és az ottani megtelepedésről számol be. Vörös Erik adja ezt a vonzó nevet az új földnek, hogy minél több telepest csábítson oda. Az első telepesek korábbi emberi jelenlét nyomait találják ott.
A hetedik fejezet részletesen tárgyalja a kereszténység felvételét Izlandon. I. Olaf norvég király küldte oda térítőnek Þangbrandr papot, aki néhány törzsfőt megkeresztelt, de ellenállásba is ütközött és kísérete néhány embert megölt, akik gúnyos verseket írtak róla. Þangbrandr panasszal telve tért vissza Norvégiába. A király azzal fenyegetőzött, hogy megöli az országában lévő izlandiakat. 999 vagy 1000 nyarán a vallási válság csúcspontjára jut az Alþingi gyűlésén. Szakadás fenyeget, de Þorgeirr Ljósvetningagoði, a pogány törvénymondó végül azt javasolja, hogy mindenki fogadja el az új vallást, de néhány régi pogány szokást otthonukban továbbra is gyakorolhatnak.
A nyolcadik fejezetben a szerző a 11. század történéseit és a külföldi misszionáriusok munkáját írja le. A kilencedik és tizedik fejezet Izland történetének az Ísleifur Gissurarson püspök (1056–1080) és fia, Gissur Ísleifsson püspök (1082–1118) alatti szakaszát dolgozza fel.

## Kronológia
A szerző nagyrészt relatív kronológiát alkalmazott. Összesen csak négy évszámot ad meg: Nagy Gergely pápa halálát 604-ben, I. Eadmund kelet-angliai király meggyilkolását 870-ben, I. Olaf norvég király halálát 1000-ben és egy új naptári időszámítás kezdetét 1120-ban. A 870-es és az 1000-es évszámokkal kötötte össze az izlandi letelepedést illetve a kereszténység felvételét. Az 1120-as dátum segítséget nyújt az olvasónak, hogy a húsvéti ünnepek táblázata alapján ellenőrizhesse az adatokat. A 604-es évszám ehhez nyújt ellenőrzési lehetőséget. Hasonló módszereket Szent Béda is alkalmazott. A modern kutatás azonban különböző eltérésekből kimutatta, hogy Ari nem másolta Szent Béda munkáit, hanem azokat csak másodlagos irodalomként használta fel.

## Fennmaradt példányok
Ari munkáját a középkor során számos példányban lemásolták és olvasták Izlandon. A legrégibb fennmaradt másolat a 17. századból származik és Jón Erlendsson pap készítette Brynjólfur Sveinsson, Skálholt püspöke számára. Jón egy 12. századi kéziratot másolt le, ami azonban hamarosan eltűnt, mert Árni Magnússon, aki a 17. század második felében szerte az országban kéziratok után kutatott, már nem találta annak nyomát.
A kézirat egy példánya megtalálható az Izlandi Tanulmányok Árni Magnússon Intézetében.

## Fordítás
- Ez a szócikk részben vagy egészben a Íslendingabók című német Wikipédia-szócikk ezen változatának fordításán alapul.  Az eredeti cikk szerkesztőit annak laptörténete sorolja fel. Ez a jelzés csupán a megfogalmazás eredetét és a szerzői jogokat jelzi, nem szolgál a cikkben szereplő információk forrásmegjelöléseként.
- Ez a szócikk részben vagy egészben a Íslendingabók című angol Wikipédia-szócikk ezen változatának fordításán alapul.  Az eredeti cikk szerkesztőit annak laptörténete sorolja fel. Ez a jelzés csupán a megfogalmazás eredetét és a szerzői jogokat jelzi, nem szolgál a cikkben szereplő információk forrásmegjelöléseként.